# 3 Oddział Kadrowy Rozpoznawczy
3 Oddział Kadrowy Rozpoznawczy – kadrowy oddział rozpoznawczy Polskich Sił Zbrojnych.
3 września 1940 roku dowódca 3 Brygady Kadrowej Strzelców, gen. bryg. Władysław Langner rozkaz przystąpić do organizacji 3 Oddziału Kadrowego Rozpoznawczego. Dowódcą oddziału został ppłk dypl. Emil Gruszecki. 30 września 1940 roku dowódca brygady przydzielił do oddziału 12 oficerów, w tym rotmistrza rezerwy Ludomira Szydłowskiego.
Z dniem 20 grudnia 1941 roku 3 BKS została przeformowana w I oficerski baon szkolny. W składzie kompanii dowodzenia tego batalionu utworzony został pluton rozpoznawczy pod dowództwem majora Stefana Szoczyńskiego.

## Dowódcy oddziału
- ppłk dypl. kaw. Emil Gruszecki (do 30 IX 1940 → dowódca 1 Dywizjonu Rozpoznawczego[3])
- ppłk dypl. Ziemowit Grabowski (od 1 IX 1940[1] → przeniesiony do Sztabu Naczelnego Wodza)
- p.o. mjr Jerzy Florkowski (od 16 IX 1941)
- mjr kaw. Stefan Szoczyński (od 9 X 1941)